# Centaurea acaulis
Centaurea acaulis — вид рослин роду волошка (Centaurea), з родини айстрових (Asteraceae).

## Середовище проживання
Країни проживання: Алжир, Туніс; інтродукований до Франції й Італії.
Займає біотоп угруповання сухих кам'янистих луків.

## Морфологія
Рослина без стебла, 5–12 см заввишки. Листки пухнасті, перисті, сегменти довгасті, загострені. Сім'янки великі, 4–5 мм завдовжки. Колір квітів лимонно-жовтий.